# Stojan Georgiev Tomovičin
Stojan Georgiev Tomovičin (Stojan Nikolov Georgiev - Tomovičin; n. 18 martie 1938) este un funcționar public macedonean din Macedonia Pirinului, luptător pentru drepturile naționale ale macedonilor din Bulgaria.

## Biografie
Stojan Georgiev Tomovičin provine dintr-o familie de rebeli macedoneni. Bunicul său matern, Tomo, după care a fost poreclit Tomovićin, a fost închis timp de cinci ani în închisoarea turcească Edikule ca luptător pentru eliberarea Macedoniei de sub sclavia otomană.
Încă de la vârsta de optsprezece ani Stojan Georgiev Tomovičin a intrat în conflict cu autoritățile bulgare din cauza poziției sale exprimate public cu privire la existența macedonenilor ca popor separat față de bulgari și din cauza apartenenței sale la o organizație macedoneană considerată ilegală. Pe lângă frecventele interogatorii și hărțuiri din partea poliției, el a executat și două pedepse de câte patru ani în închisorile bulgare. După căderea comunismului în Bulgaria, a fost ales primul președinte al OMO Ilinden - Pirin.
În ciuda tuturor amenințărilor și presiunilor din Bulgaria, Stojan Georgiev Tomovičin participă activ la diverse întâlniri internaționale, unde reprezintă și apără dreptul inalienabil al macedonenilor de a-și obține propriile drepturi naționale și umane.